# Piper Perri
Pour les articles homonymes, voir Piper et Perri.
Piper Perri, née Julienne Leda Frederico le 5 juin 1995 à Harrisburg, en Pennsylvanie, est une actrice de films pornographiques américaine.
Son nom d'actrice est tiré du personnage de Piper Chapman de la série Orange is the New Black.

## Biographie
Piper Perri est née dans une famille d'ascendance irlandaise, sicilienne, ukrainienne et amérindienne. Ses parents divorcent alors qu'elle est âgée de 3 ans et part vivre avec sa mère au Maryland jusqu'à ses 5 ans où elles emménagent en Floride avec son beau-père. Puis, au cours de son enfance, Perri déménage successivement à La Nouvelle-Orléans, à Hawaï, réenménage à La Nouvelle-Orléans où elle est confrontée à l'ouragan Katrina, part vivre au Texas, puis en Arizona, réenménage au Texas, puis revient en Pennsylvanie. Elle perd sa virginité à 13 ans,.

## Carrière
Piper Perri commence officiellement sa carrière d'actrice pornographique le 5 novembre 2014 dans une scène de fétichisme du pied. Repérée, elle commence à travailler pour de célèbres sociétés de films pornographiques telles que Bang Bros, Brazzers, Reality Kings, Elegant Angel, Vivid, New Sensations et Evil Angel. Elle a gagné en popularité pour ses rôles dans des films pour adultes, notamment dans les catégories adolescents et fétichistes.
Elle est parmi les actrices pornographiques les plus regardées de 2016.
Elle est nommée dans 4 catégories au AVN Awards 2017 mais ne remporte finalement aucun trophée lors de la cérémonie .